# 菅福村
菅福村（すげふくそん）は、鳥取県日野郡にあった村。現在の日野郡日野町の一部にあたる。

## 地理
日野川の上流域に位置していた。

## 歴史
- 1889年（明治22年）10月1日、町村制の施行により、日野郡上菅村、福長村が合併して村制施行し、菅福村が発足[1][2]。旧村名を継承した上菅、福長の2大字を編成[2]。日野郡黒坂村と組合村を結成した[4]。
- 1910年（明治43年）菅福村青年会を設立しヘチマ栽培・養鯉などを行う[2]。
- 1913年（大正2年）10月17日、日野郡黒坂村と合併し黒坂村が存続して廃止された[1][2]。合併後、黒坂村大字上菅・福長となる[2]。

### 地名の由来
合併旧村名の各一文字を組み合わせたもの。

## 産業
- 農業[2]

## 教育
- 1890年（明治23年）福長簡易小学校が福長尋常小学校に改称[2]。1891年（明治24年）大字菅福に移転し、1910年（明治43年）菅福尋常高等小学校に改称[2]。